# Кастело Роганцуоло (Тревизо)
Кастело Роганцуоло је насеље у Италији у округу Тревизо, региону Венето.
Према процени из 2011. у насељу је живело 219 становника. Насеље се налази на надморској висини од 153 м.